# Christer Sjödin
Christer Sjödin är en svensk före detta fotbollsspelare (mittfältare).
Sjödin värvades till Gais från IFK Östersund hösten 1980, och blev spelklar till säsongen 1981. Han spelade denna säsong 25 av 26 seriematcher (1 mål) för Gais, som emellertid åkte ur division II. Därefter försvann han från Gais, men han återkom till klubben för en enda match säsongen 1984.
Sammanlagt blev det 26 matcher (1 mål) för Sjödin i Gais.